# Svein Inge Valvik
Svein Inge Valvik (Bærum, 20 settembre 1956) è un ex discobolo norvegese.

## Palmarès
| Anno | Manifestazione   | Sede     | Evento           | Risultato | Misura  | Note |
| ---- | ---------------- | -------- | ---------------- | --------- | ------- | ---- |
| 1975 | Europei juniores | Atene    | Lancio del disco | 10º       | 48,22 m |      |
| 1987 | Mondiali         | Roma     | Lancio del disco | 16º       | 59,76 m |      |
| 1988 | Olimpiadi        | Seul     | Lancio del disco | 14º       | 60,64 m |      |
| 1991 | Mondiali         | Tokyo    | Lancio del disco | 15º       | 60,86 m |      |
| 1994 | Europei          | Helsinki | Lancio del disco | 7º        | 62,02 m |      |
| 1995 | Mondiali         | Göteborg | Lancio del disco | 17º       | 59,32 m |      |
| 1996 | Olimpiadi        | Atlanta  | Lancio del disco | 21º       | 59,60 m |      |

## Campionati nazionali
- 9 volte nel lancio del disco (1977, 1985, 1990/1996)